# 本多忠以
本多 忠以（ほんだ ただもち）は、江戸時代前期の大名。陸奥国浅川藩初代藩主。官位は従五位下・越中守。泉藩本多平八郎家初代。

## 略歴
寛永17年（1640年）、本多忠義の三男として誕生した。初名は忠序（ただのぶ）。寛文2年（1662年）11月25日、陸奥国白河藩主である長兄の忠平から1万石を分与され浅川藩を立藩した。
寛文4年（1664年）5月14日に死去。享年25。弟の忠晴が跡を継いだ。

## 系譜
父母
- 本多忠義（父）
- 法光院 ー 森忠政の娘（母）

養子
- 本多忠晴 ー 実弟